# Joan Capó
Joan Capó Coll (Ciudadela, Baleares, España, 13 de noviembre de 1954) es un exfutbolista español que se desempeñaba como portero.

## Trayectoria
Jugó en el Atlético de Ciudadela, con el que debutó en Tercera división con 17 años. En el año 1973 el FC Barcelona ficha al balear con 18 años, siendo el tercer portero del equipo campeón de liga de aquella temporada, después de Salvador Sadurní y de Pedro Valentín Mora, no llega a disputar ningún partido oficial, pero si alguno amistoso. La segunda temporada compagina el primer equipo con el Barcelona Atlètic, y en la temporada 1975-76 el Barcelona ficha a un nuevo portero, Pedro María Artola, teniendo que marcharse Capó cedido , primero al Terrassa FC y después tres temporadas al CE Sabadell, club con el que ascendió de 3 a 2 división. En 1979 ficha por el Real Celta, donde vive varios descensos y ascensos de categoría. Después de 4 temporadas va a retornar al CE Sabadell en el año 1983, ascendiendo a segunda y a Primera división, último ascenso del equipo arlequinado.
Es muy recordado por un aspecto físico muy alejado de lo que se observa actualmente en los campos de fútbol, con una incipiente calvicie, lo que le hizo ganarse el apodo en Vigo de 'O porteiro descapotable'.

## Clubes
| Club              | País   | Año       |
| ----------------- | ------ | --------- |
| FC Barcelona      | España | 1973-1974 |
| Barcelona Atlètic | España | 1974-1975 |
| Terrasa FC        | España | 1975-1976 |
| CE Sabadell       | España | 1976-1979 |
| Real Celta        | España | 1979-1983 |
| CE Sabadell       | España | 1984-1989 |

## Palmarés

### Campeonatos nacionales
| Título        | Club         | País   | Año  |
| ------------- | ------------ | ------ | ---- |
| Liga española | FC Barcelona | España | 1974 |